# Raketenstart
Der Raketenstart ist die erste Phase des Flugs einer Rakete. Während Raketenstarts bei Höhenforschungsraketen oder Feuerwerkskörpern keiner großen Vorbereitung bedürfen und sich bei militärischen Kurzstreckenraketen im Wesentlichen auf die genaue Ausrichtung beschränken, müssen ihnen in der Raumfahrt langwierige Tests und Berechnungen vorausgehen. Dies hängt zusammen mit
- Aspekten der Sicherheit, denn Trägerraketen für Satelliten oder Raumschiffe haben eine sehr große Startmasse und hochexplosive Brennstoffe,
- den hohen Kosten der Nutzlast, die bei einem Fehlstart i. A. verloren geht,
- den noch höheren Sicherheitsvorkehrungen der bemannten Raumfahrt.

Weniger aufwendige Startvorbereitungen, aber ähnliche Steuerungstechnik benötigen weitreichende Raketenwaffen wie Mittel- und Langstreckenraketen – siehe dort.

## Prinzip eines Raketenstarts
Raketen funktionieren nach dem Rückstoßprinzip, d. h. durch den Ausstoß heißer Gase, die sich nach der Zündung aus dem Brennstoff und dem Oxidationsmittel bilden und unter hohem Druck durch die Lavaldüse im Raketenfuß entweichen. Im Gegensatz zu aerodynamischen Flugkörpern arbeitet eine Rakete unabhängig von den Gasen der Erdatmosphäre, wird aber bei deren Durchstoßen von deren Widerstand beeinflusst. Dieser hängt von der Geschwindigkeit, der Raketenform sowie der nach oben abnehmenden Luftdichte ab, seine Wirkung auch von der Raketenmasse.
Der Schub einer Rakete muss größer als das Startgewicht sein; je größer die Differenz, desto rascher gewinnt die Rakete an Geschwindigkeit. Der Schub hängt von der Geschwindigkeit der ausgestoßenen Treibgase (in der Regel etwa 2 bis 4,5 km/s) und ihrem Durchsatz (Masse pro Zeit) ab. Der erreichbare Geschwindigkeitsunterschied jeder Raketenstufe hängt vom Logarithmus des Massenverhältnisses der Rakete (Start- zu Brennschlussmasse) sowie der Ausstoßgeschwindigkeit ab (siehe: Raketengrundgleichung).

## Raketenstarts in der Raumfahrt

### Startvorbereitungen (vereinfacht)

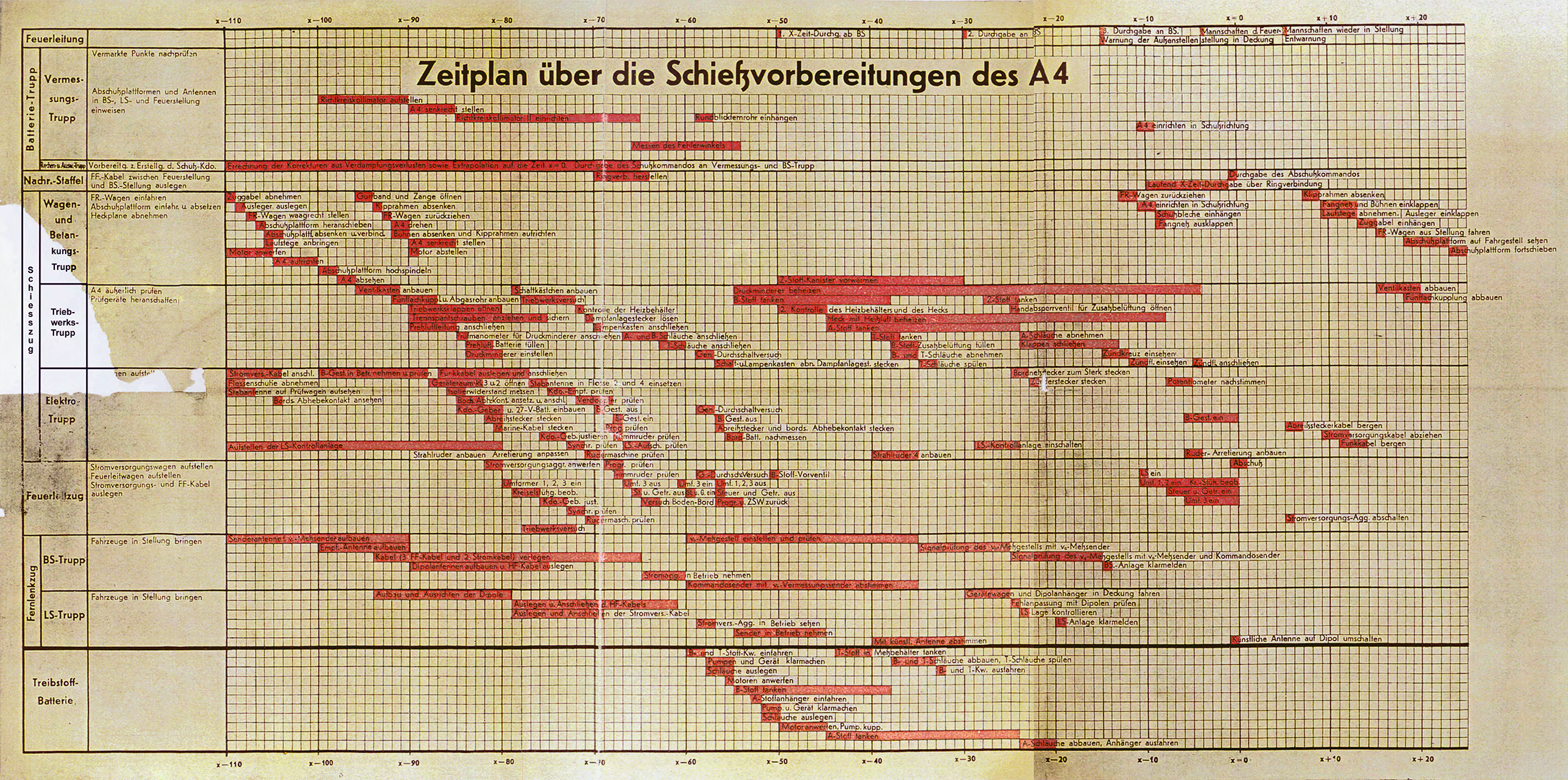
Gantt-Diagramm der letzten 110 Minuten bis zum Start des Aggregats 4 (V2) aus dem Anhang „X-Zeitplan“ der A4-Fibel, 1944

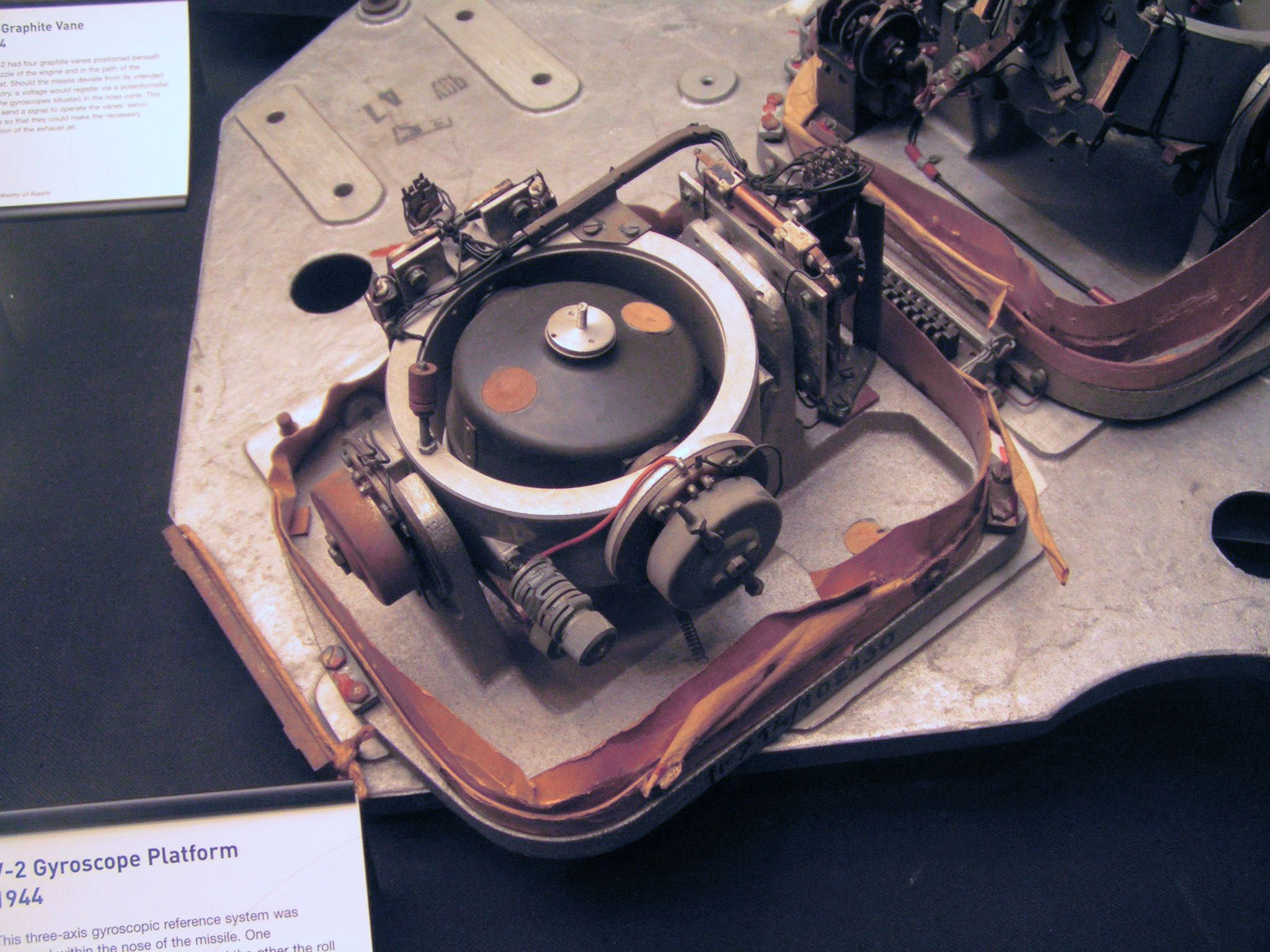
Kreiselsteuerung des Aggregats 4, 1944

Eine für die Raumfahrt geeignete Rakete hat tausende einzelne Komponenten, von deren Zuverlässigkeit der Erfolg eines Raketenstarts abhängt. Zu den rein technischen Antriebsaggregaten und Pumpen des Raketenmotors, dem Auftanken der Treibstoff- und Sauerstofftanks, der Haltevorrichtung auf der Startrampe usw. kommen zahlreiche Funk- und Messinstrumente, die für die präzise Steuerung nötige Kreiselstabilisierung und vieles mehr. Alle diese Systeme müssen bis zum Start (und danach) überwacht werden, damit bei ihrem möglichen Versagen der Start abgebrochen werden kann. Zu diesem Zweck dient ein Countdown, der alle Vorbereitungen bis zum Startzeitpunkt minutiös strukturiert, bereits einige Tage vor dem Start beginnen kann und die letzten Stunden zunehmend intensiver wird. Dieses Vorgehen wurde bereits bei der ersten ballistischen Rakete mit Flüssigkeitstriebwerk, dem Aggregat 4, mit dem „X-Zeitplan“ entwickelt.
Die wichtigsten Teilaufgaben vor dem Raketenstart und im Countdown sind:
- Vorausberechnung des besten Startfensters – d. h. jenes Zeitraums, in dem die räumliche Stellung der Raketenbasis zur geplanten Bahn energetisch möglichst günstig ist (z. B. für die Bahnneigung und das Perigäum, weitgehende Ausnutzung der Erdrotation). Noch komplizierter wird es bei interplanetaren Flügen: hier ist auch die gegenseitige Stellung der Erde und des Planeten in die Berechnung einzubeziehen, die Tageszeit, die eventuelle Nähe von Mond oder anderen Himmelskörpern usw. Verzögert sich der Start um einige Tage, kann sich daher „das Startfenster schließen“.
- Wetterprognose – je nach Raketentyp können starke Bewölkung, Niederschläge, Winde oder Gewitter einen Start gefährden. Für kurze Raumflüge muss auch die Wettersituation für den Zeitpunkt der Rückkehr und Landung geeignet sein.
- Anpassung der Treibstoff- und sonstigen Vorräte an die voraussichtlichen Start- und Flugbedingungen
- schonender Transport der Trägerrakete zur Startrampe
- Befestigung an der Haltevorrichtung (Startgerüst)
- Kontrolle der Nutzlast-Kapsel, Herstellung aller Anschlüsse
- Beginn des Countdown: Fortlaufende technische Kontrolle aller Raketenteile, der Startrampe usw.
- Kontrolle der Energie- und Sicherheitssysteme
- Beginn und laufende Kontrolle des Auftankens
- laufende Dichtigkeits-, Vibrations- und Temperaturprüfungen verschiedenster Art
- laufende Überprüfung der Funk-, Telemetrie-, Mess- und Navigationsinstrumente
- ggf. Beladung der Kapsel mit empfindlichem oder verderblichem Material (Testmaterialien, Lebewesen)
- ggf. Einstieg der Raumfahrer und Beginn von deren Checks
- Hochlaufen der Raketenaggregate (Pumpen etc.) und Hilfsaggregate
- Wegschwenken der Haltevorrichtung
- Start der Wasserversorgung des Schallabsorptionssystems, das Schäden an der Raketenstartrampe und an der Rakete durch den von den Raketentriebwerken ausgehenden Schall verhindert
- Zünden und letzte Prüfung der Raketenmotoren (Schubkontrolle)

### Startablauf

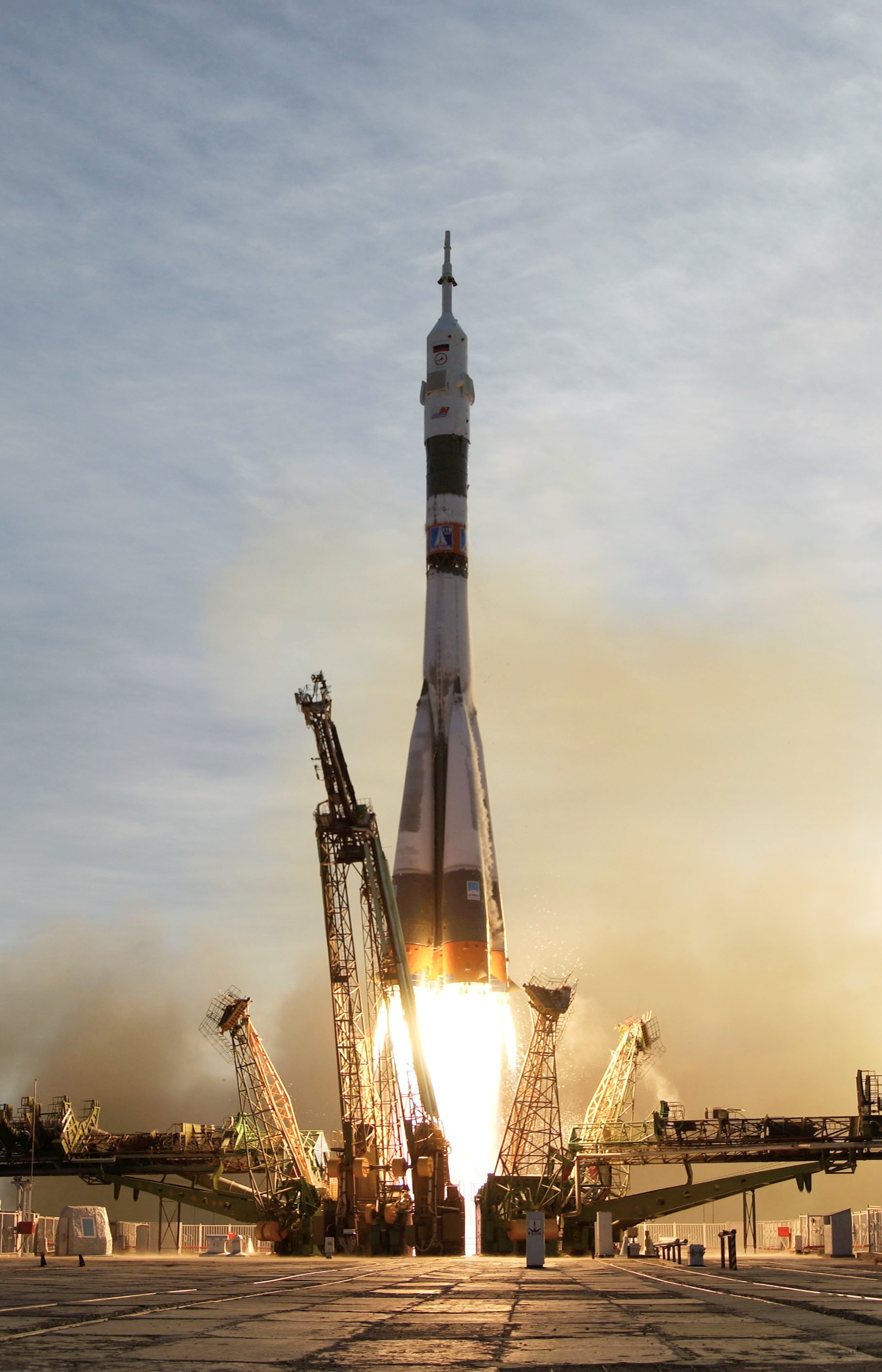
Start einer Sojus-Rakete

Die Brenndauer der in der Raumfahrt eingesetzten einzelnen Raketenstufen liegt bei einigen Minuten. Zu Beginn steigt mit zunehmender Geschwindigkeit die aerodynamische Belastung der Raketenstruktur. Der Punkt, an dem diese Belastung maximal ist, wird Max Q genannt. Im weiteren Flugverlauf nimmt die aerodynamische Belastung wieder ab, weil sich der Luftdruck in den höheren Schichten der Atmosphäre verringert.
Aus diesem Grund starten Raketen zunächst senkrecht nach oben, um dann allmählich in einen horizontalen Flug überzugehen. Das Erreichen der notwendigen horizontalen Geschwindigkeit von etwa 7,8 km/s für eine niedrige Umlaufbahn macht dabei den weitaus größten Anteil des Energiebedarfs aus. Ein Flug in den Weltraum auf einer suborbitalen Bahn ist mit deutlich weniger Aufwand zu erreichen.
Eine typische Rakete mit drei Stufen nutzt die erste Stufe hauptsächlich dazu, Höhe zu gewinnen, um so relativ schnell in dünnere Luftschichten zu kommen. Gleichzeitig wird in dieser Phase ein großer Teil der Gravitationsverluste abgebaut. Mit dem kontinuierlichen Neigen in die Horizontale wird aber auch schon Geschwindigkeit für die Umlaufbahn aufgebaut. Beim Brennschluss der ersten Stufe ist die Rakete so hoch, dass der Luftwiderstand nahezu keine Rolle mehr spielt. Die zweite Stufe beschleunigt dann die verbleibende und deutlich leichtere Rakete nahezu auf die notwendige Orbitalgeschwindigkeit. Mit der dritten Stufe wird diese dann erreicht; die letzte Stufe ist aber häufig auch mehrfach zündbar, um so weitere Korrekturen der Umlaufbahn vornehmen zu können.
Liegt die Endgeschwindigkeit über 7,8 km/s, entfernt sich der Satellit auf einer elliptischen Bahn weiter von der Erde, bis er auf der gegenüberliegenden Seite sein höheres Apogäum erreicht. Schon bei 1 % Überschuss (was zu Beginn der Raumfahrt eine übliche Toleranz war) liegt das Apogäum um etwa 300 km höher als der Einschusspunkt in die Bahn.
Zum Erreichen eines anderen Himmelskörpers ist mindestens die zweite kosmische Geschwindigkeit erforderlich (v2), die 200 km über der Erde bei etwa 11 km/s liegt.
Für Bahnen mit geringer Neigung zum Äquator ist es vorteilhaft, wenn der Raketenstart möglichst nahe beim Äquator und in östlicher Richtung erfolgt, weil dann der Geschwindigkeitsvorteil durch die Erdrotation mit 465 m/s am größten ist und sich durch den Eötvös-Effekt ein Schwerkraftvorteil ergibt.

### Vorteil von Stufenraketen

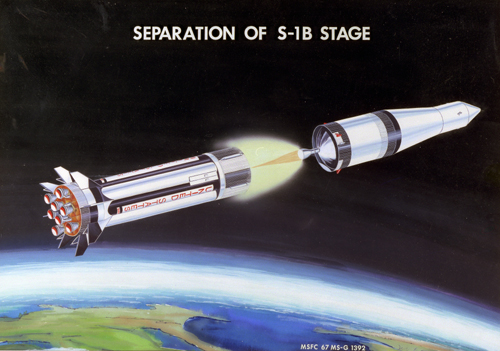
Grafik: Stufentrennung bei der Saturn IB

Endgeschwindigkeiten von deutlich über 4 km/s pro Stufe sind mit herkömmlichen Brennstoffen nur schwer erzielbar, mit Stufenraketen lassen sich diese Geschwindigkeit jedoch addieren. Dabei sitzt die zweite Stufe oben auf der ersten und stellt ihre Nutzlast dar, die nach dem Brennschluss der unteren Stufe und deren Abwurf die Beschleunigung des Flugs bei deutlich geringerer Gesamtmasse fortsetzt. Analog kann eine dritte Stufe die Nutzlast der zweiten Stufe darstellen. In selteneren Fällen kann sogar noch eine vierte Stufe zum Einsatz kommen.
Die oberste Raketenstufe trägt die Nutzlast – den/die zu startenden Erdsatelliten, die interplanetare Raumsonde oder die Kapsel mit der Besatzung. Hat die Nutzlast ihre geplante Endgeschwindigkeit erreicht, wird sie von der Raketenstufe abgetrennt; danach fliegen beide auf fast identischen Bahnen, doch wird die ausgebrannte Raketenhülle durch die Teilchen der Hochatmosphäre mehr abgebremst als die mit einem eigenen Triebwerk ausgestattete Nutzlast, sodass sie in eine niedrigere Umlaufbahn gerät und letztere von unten „überholt“ und nach einiger Zeit in der tieferen Atmosphäre verglüht. Die Bahn der Nutzlast wird hingegen genau vermessen (siehe Bahnbestimmung und Parkbahn) und – sofern sie Steuerraketen besitzt – durch gezielte kleine Bahnmanöver genau auf den geplanten Orbit oder auf eine Übergangsbahn zu einem anderen Himmelskörper gebracht.
Zu den materiellen und technischen Vorgängen bei Konstruktion, Bau und Betrieb von Raketen siehe Raketentechnik.

### Statistik
Seit Beginn des 21. Jahrhunderts fanden jährlich 55 bis 221 Starts von Raketen statt, die Nutzlasten in eine stabile Umlaufbahn oder darüber hinaus bringen sollten. Im Jahr 2022 waren 177 von insgesamt 186 Startversuchen ganz und weitere 2 teilweise erfolgreich.